# Державний реєстр іпотек
Держа́вний реє́стр іпоте́к — єдина комп'ютерна база даних про обтяження і зміну умов обтяження нерухомого майна іпотекою, відступлення прав за іпотечним договором, передачу, анулювання, видачу дубліката заставної та видачу нової заставної.